# Rubia horrida
Rubia horrida là một loài thực vật có hoa trong họ Thiến thảo. Loài này được (Thunb.) Puff miêu tả khoa học đầu tiên năm 1978.